# باشگاه ورزشی گایکا
باشگاه فرهنگی ورزشی گایکا یک تیم فوتبال از کالدونیای جدید است که در سوپر لیگ کالدونیای جدید بازی می‌کند. این تیم در نومئا مستقر است.

## افتخارات
- سوپر لیگ کالدونیای جدید: ۲ قهرمانی